# Aimerico de Peguilhan

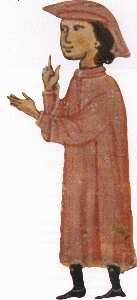
Aimerico de Peguilhan.

Aimerico de Peguilhan (c. 1170 – c. 1230) foi um trovador occitano, nascido em Péguilhan, perto de Saint-Gaudens. Era filho de um comerciante de têxteis.
O primeiro patrono de Aimerico foi Raimundo V de Toulouse, seguido do filho, Raimundo VI de Toulouse. No entanto, fugiu da região aquando da ameaça da cruzada albigense e passou algum tempo em Espanha e dez anos na Lombardia.
Aimerico é conhecido por ter composto pelo menos 50 obras. A música de seis ainda sobrevive:
- Atressi•m pren com fai al jogador
- Cel que s'irais ni guerrej' ab amor
- En Amor trop alques en que•m refraing
- En greu pantais m'a tengut longamen
- Per solatz d'autrui chan soven
- Qui la vi, en ditz